# تومي سيمبسون
تومي سيمبسون (بالإنجليزية: Tommy Simpson)‏ (31 يوليو 1931 في المملكة المتحدة - 1 أكتوبر 2015) هو لاعب كرة قدم بريطاني في مركز الدفاع. لعب مع دندي يونايتد وسانت جونستون ونادي كروسيدرز وهاميلتون أكاديميكال وBurnbank Athletic F.C. ‏ وكانتربري سيتي ‏ ونادي ويموث ودارلينجتون إف سى.